# Josip Štolfa
Josip Štolfa, slovenski inženir, avtomobilski strokovnjak in izvedenec za tehnično terminologijo, * 17. oktober 1894, Sežana, † 1. september 1966, Ljubljana.

## Življenje in delo
Rodil se je v družini trgovca Franca in Marije Štolfa rojene Renčelj. Ljudsko šolo je obiskoval v rojstnem kraju, gimnazijo v Gorici, v Gradcu pa je leta 1919 diplomiral
na elektrostrojnem oddelku Tehniške visoke šole. Naslednje leto se je strokovno izpopolnjeval na Bavarskem, 1921 v Gradcu ter 1922 in 1923 v Nemčiji. Istočasno je v letih 1919−1929 poučeval na Tehniški srednji šoli v Ljubljani. V letih 1929−1945 je bil svetnik banovinske uprave na področju prometa, od 1946-1951 je bil načelnik Tehničnega oddelka, nato pa do smrti profesor na tehniški srednji šoli v Ljubljani.
Josip Štolfa se je že od leta 1919 zanimal za izpopolnitev slovenskega tehniškega izrazoslovja predvsem na področju strojništva in avtomobilizma. Sodeloval je pri izdaji knjižice strokovnih izrazov Avtomobil, ki je izšla leta 1929. Napisal je tudi prvo slovensko avtomobilistično strokovno knjigo Šofer in samovozač (1928). Na terminološko področje se je vračal tudi v raznih člankih objavljenih v revijah. V člankih je tudi večkrat v poljudnem slogu lastnikom avtomobilov nudil navodila za vzdrževanje. Bil je sodni izvedenec za cestnoprometne zadeve in vse do smrti prirejal številne tečaje za avtomehanike. Bil je sodni izvedenec za cestnoprometne zadeve.